# Saison 15 de Dancing with the Stars
Vous pouvez aider à l'améliorer ou bien discuter des problèmes sur sa page de discussion.
- Il n'est pas vérifiable et peut contenir des informations totalement erronées. Il est fortement conseillé aux contributeurs d'étayer son contenu par des sources fiables. Sans cela, sa suppression pourrait être envisagée. (si vous venez d'apposer le bandeau, veuillez cliquer sur ce lien pour créer la discussion et en afficher les indications). (Marqué depuis février 2025)
- Il peut contenir un travail inédit ou des déclarations non vérifiées. Vous pouvez l’améliorer en ajoutant des références. (Marqué depuis février 2025)

- Archive Wikiwix
- Bing
- Cairn
- DuckDuckGo
- E. Universalis
- Gallica
- Google
- G. Books
- G. News
- G. Scholar
- Persée
- Qwant
- (zh) Baidu
- (ru) Yandex
- (wd) trouver des œuvres sur Wikidata

Vous pouvez aider à l'améliorer ou bien discuter des problèmes sur sa page de discussion.
- Son admissibilité est à vérifier. Motif : manque de sources et de contenu notable, qui peut être éventuellement transféré dans l'article principal. Vous êtes invité à le compléter pour expliciter son admissibilité, en y apportant des sources secondaires de qualité. (Marqué depuis février 2025)
- Il ne cite pas suffisamment ses sources. Vous pouvez indiquer les passages à sourcer avec {{référence nécessaire}} ou {{Référence souhaitée}}, et inclure les références utiles en les liant aux notes de bas de page. (Marqué depuis février 2025)
- Certaines de ses couleurs nuisent à son accessibilité et ne respectent pas la charte graphique. Les couleurs ne sont pas interdites, mais il est conseillé d'en faire un usage modéré qui respecte les normes d'accessibilité. (Marqué depuis février 2025)
- Son texte doit être wikifié : il ne correspond pas à la mise en forme Wikipédia (style, typographie, liens internes, liens entre les wikis, etc.). (Marqué depuis février 2025)

- Archive Wikiwix
- Bing
- Cairn
- DuckDuckGo
- E. Universalis
- Gallica
- Google
- G. Books
- G. News
- G. Scholar
- Persée
- Qwant
- (zh) Baidu
- (ru) Yandex
- (wd) trouver des œuvres sur Wikidata

Dancing with the Stars revient pour sa quinzième saison (sous le nom Dancing with the Stars: All-Stars) le 24 septembre 2012. Tom Bergeron et Brooke Burke Charvet reviennent en tant que présentateurs, tandis que Carrie Ann Inaba, Len Goodman, et Bruno Tonioli sont les juges.
La saison 15 est la première comprenant un casting "all-star", dans lesquels des anciennes célébrités vont avoir la chance de retenter leurs chances pour gagner le trophée.
La star de télé réalité Melissa Rycroft a remporté la saison, la chanteuse et danseuse Shawn Johnson est deuxième et l'actrice Kelly Monaco est troisième.

## Couples
Les noms des 13 célébrités furent révélés le 27 juillet 2012 . Deux célébrités furent choisies par le public, les anciens candidats étaient Sabrina Bryan, Kyle Massey ou Carson Kressley. Sabrina Bryan a été annoncée grande gagnante devant Massey et Kressley. Louis van Amstel va être le partenaire de Sabrina Bryan, tandis que les noms des autres danseurs professionnels a été révélés le 13 août 2012 .
| Célébrités        | Occupation                                                 | Partenaire Professionnel | Statut                            |
| ----------------- | ---------------------------------------------------------- | ------------------------ | --------------------------------- |
| Pamela Anderson   | Ancienne playmate Playboy & Actrice (dont Alerte à Malibu) | Tristan MacManus         | Éliminée 1re le 25 septembre 2012 |
| Joey Fatone       | Ancien membre des *NSYNC                                   | Kym Johnson              | Éliminé 2nd le 2 octobre 2012     |
| Drew Lachey       | Ancien membre du groupe 98 Degrees                         | Anna Trebunskaya         | Éliminé 3e le 9 octobre 2012      |
| Hélio Castroneves | Champion de l'Indy 500                                     | Chelsie Hightower        | Éliminé 4e le 9 octobre 2012      |
| Bristol Palin     | Star de la télévision & fille de Sarah Palin               | Mark Ballas              | Éliminée 5e le 16 octobre 2012    |
| Sabrina Bryan     | Actrice Disney Channel (dont Les Cheetah Girls)            | Louis van Amstel         | Éliminée 6e le 30 octobre 2012    |
| Kirstie Alley     | Actrice ayant remporté un Emmy Awards                      | Maksim Chmerkovskiy      | Éliminée 7e le 13 novembre 2012   |
| Gilles Marini     | Acteur Français (dont Brothers & Sisters)                  | Peta Murgatroyd          | Éliminé 8e le 13 novembre 2012    |
| Apolo Anton Ohno  | Champion olympique de patinage de vitesse                  | Karina Smirnoff          | Éliminé 9e le 20 novembre 2012    |
| Emmitt Smith      | Ancien footballer Américain                                | Cheryl Burke             | Éliminé 10e le 20 novembre 2012   |
| Kelly Monaco      | Actrice de soap opera (dont Hôpital central) & Mannequin   | Val Chmerkovskiy         | Troisième le 27 novembre 2012     |
| Shawn Johnson     | Gymnaste                                                   | Derek Hough              | Second le 27 novembre 2012        |
| Melissa Rycroft   | Star de télé réalité (dont Le Bachelor aux États-Unis)     | Tony Dovolani            | Gagnante le 27 novembre 2012      |

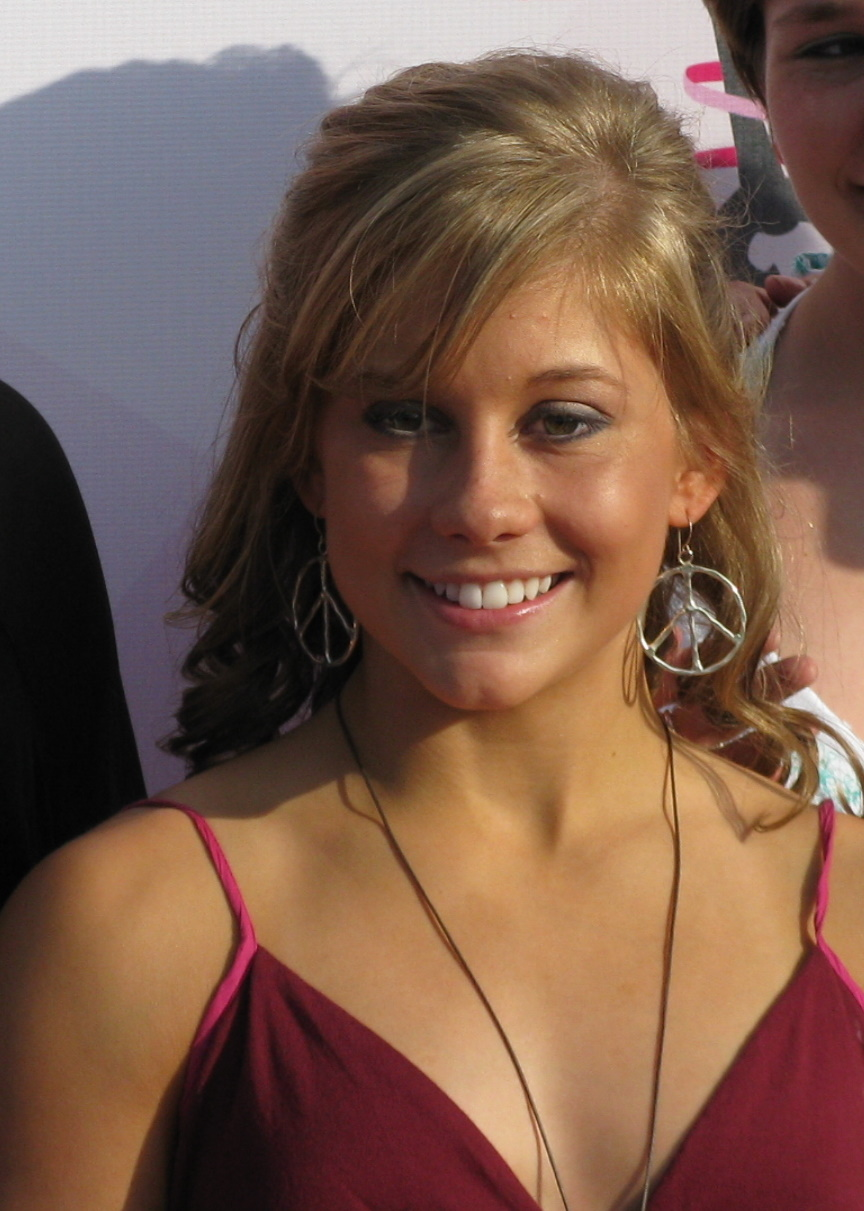
Shawn Johnson
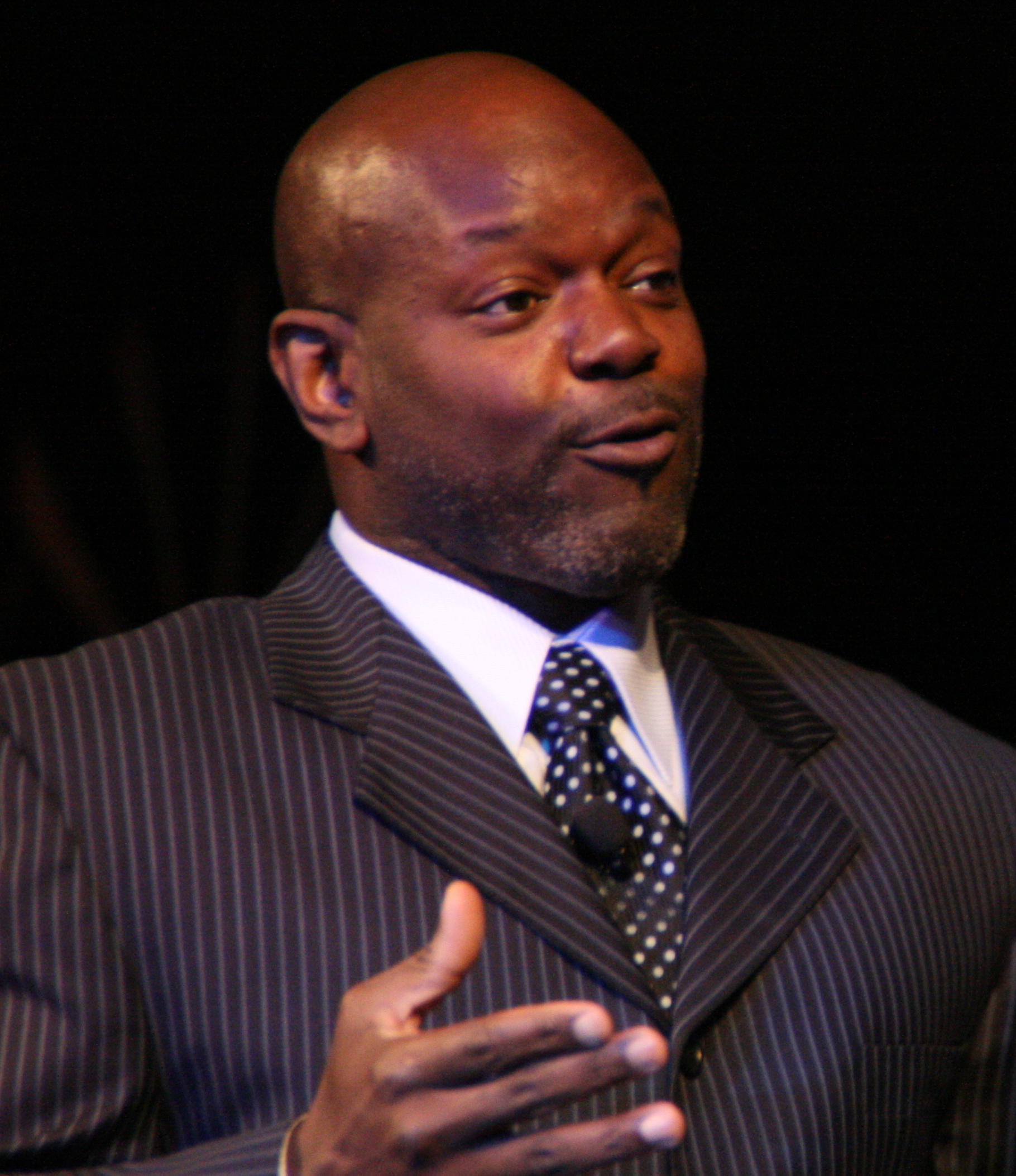
Emmitt Smith
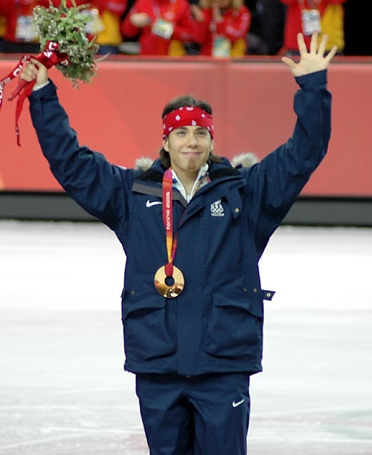
Apolo Anton Ohno
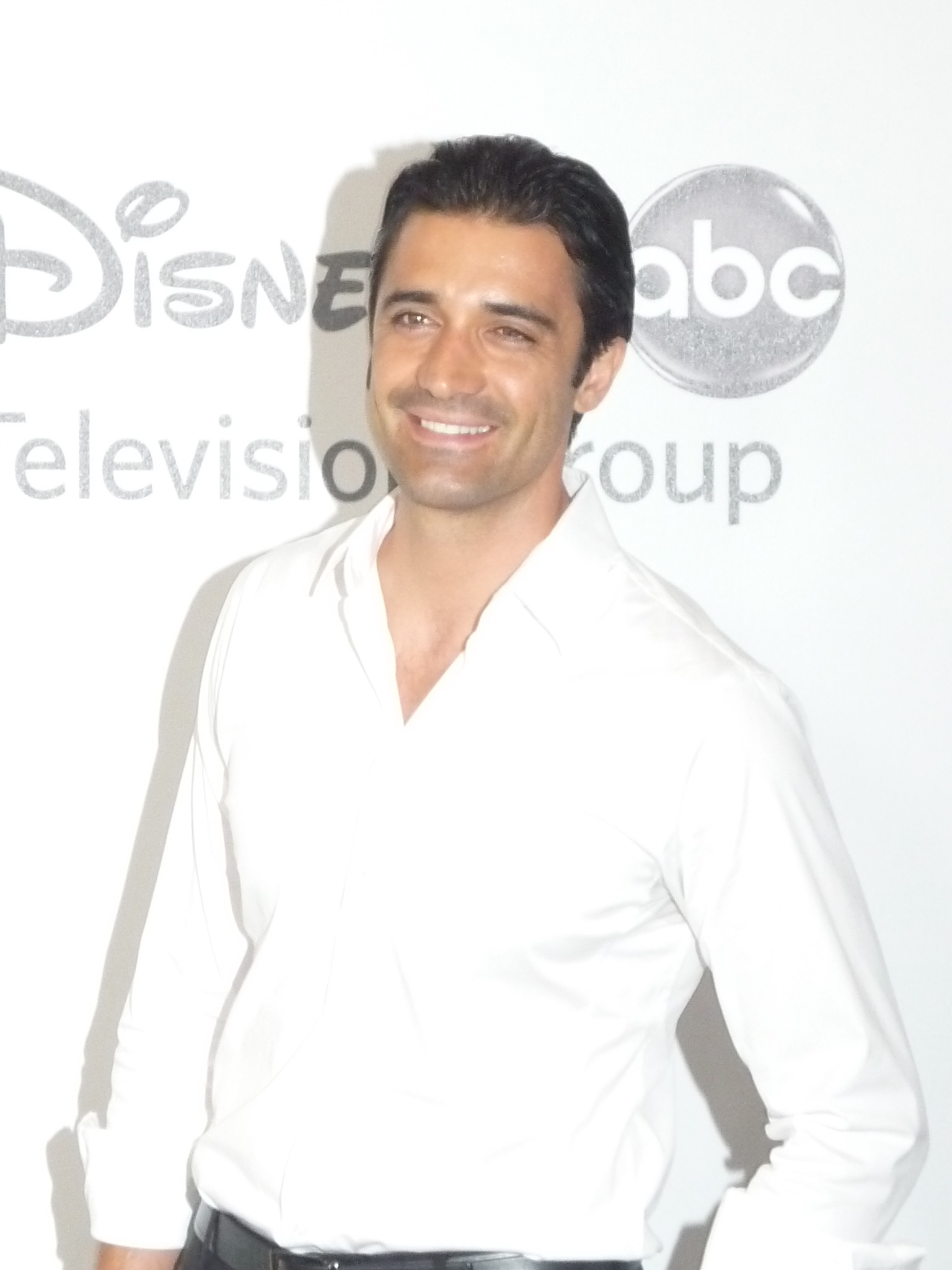
Gilles Marini
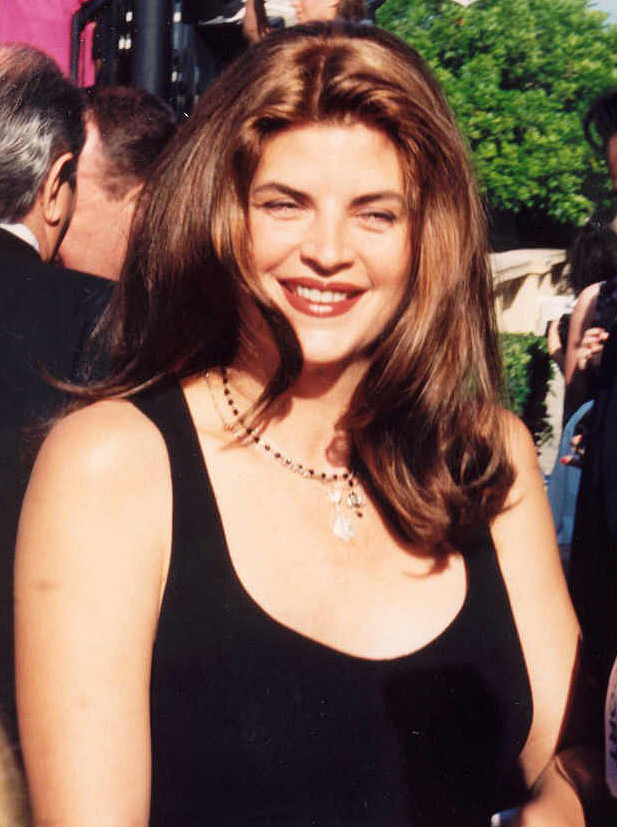
Kirstie Alley
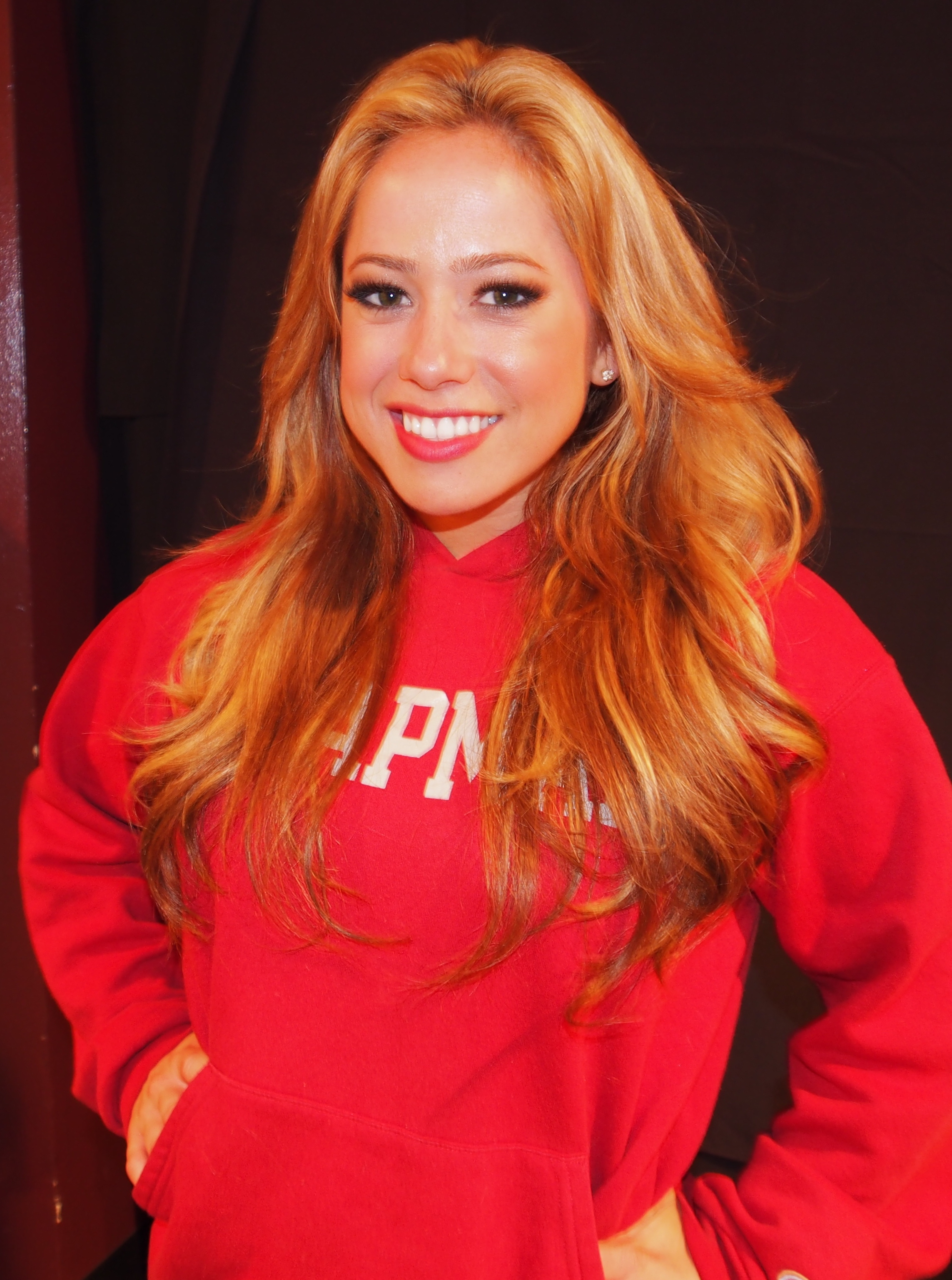
Sabrina Bryan

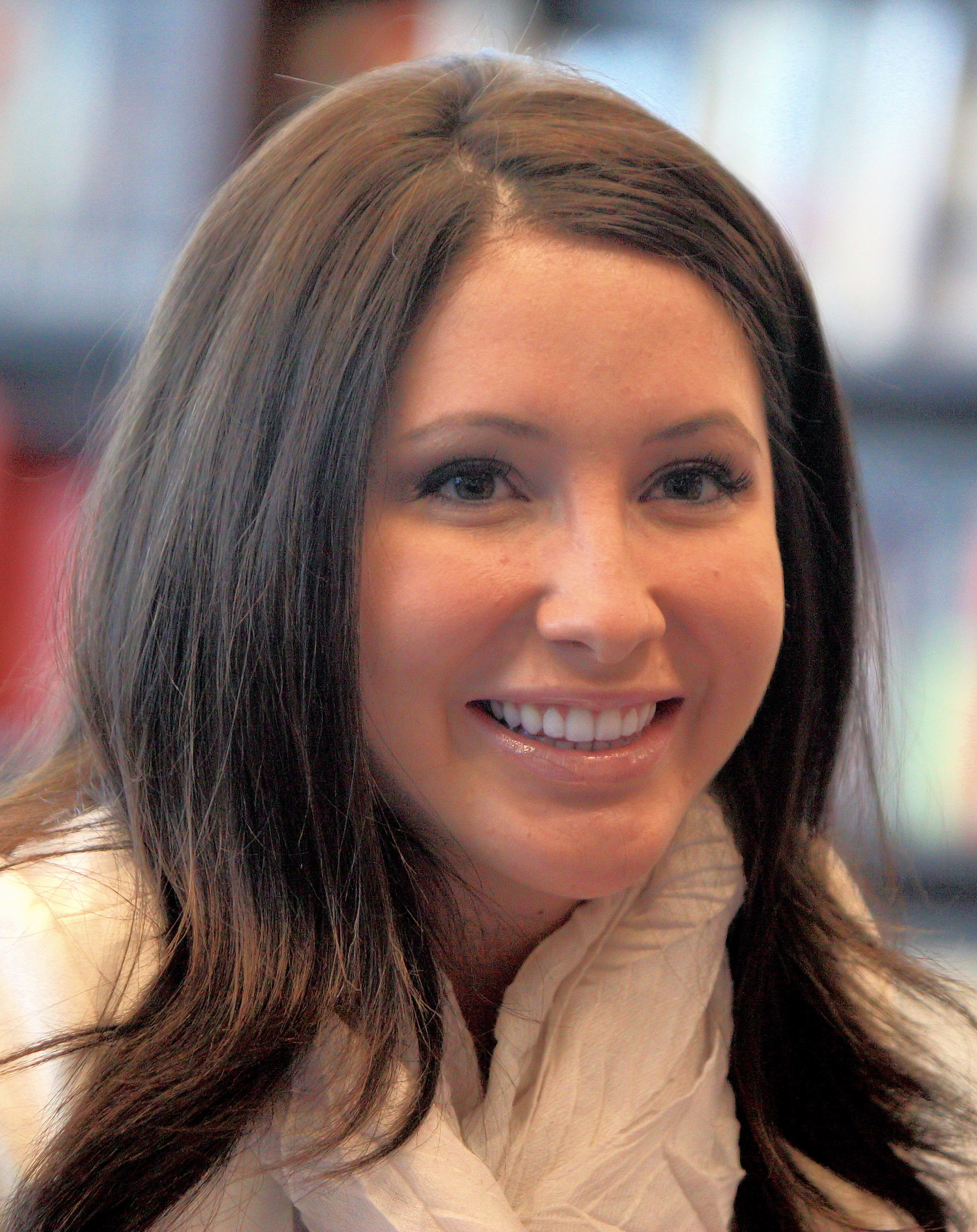
Bristol Palin
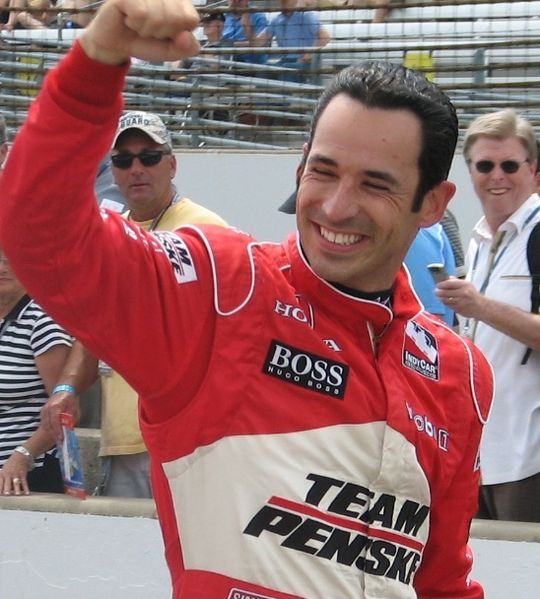
Hélio Castroneves
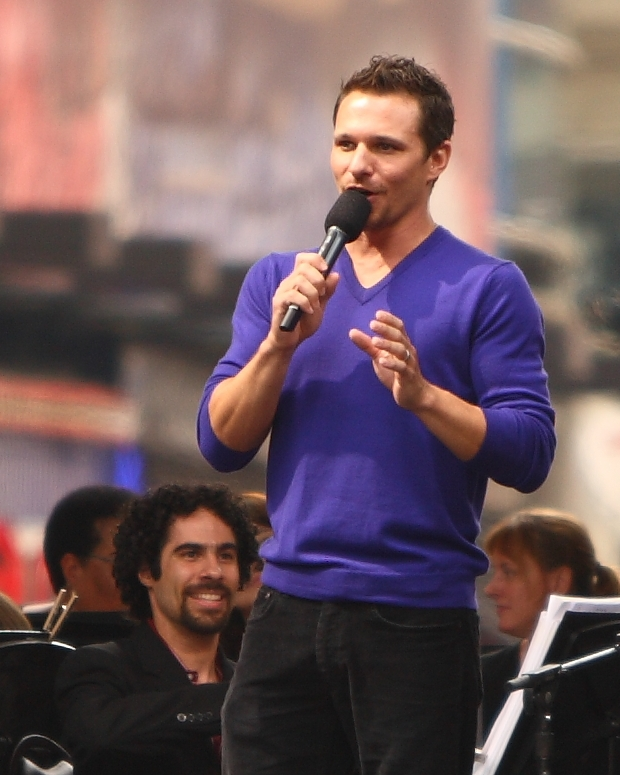
Drew Lachey
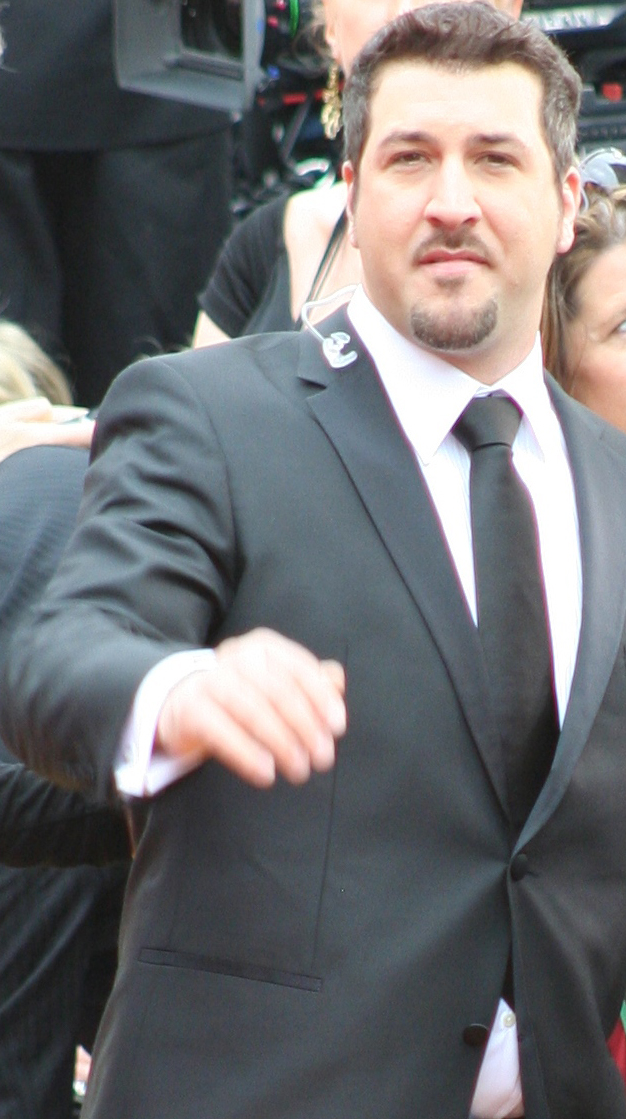
Joey Fatone
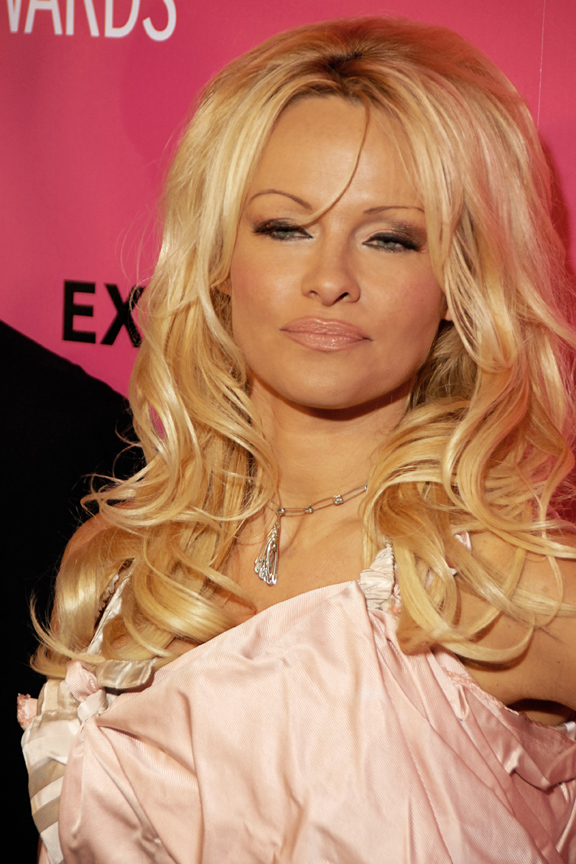
Pamela Anderson

## Score
| Melissa & Tony   | 1  | 21.0 | 23.5 | 27.0 | 37.0 | 27.0+29.5=56.5 | 29.5+0=29.5 | 86.0 | 29.0+10=39.0 | 30.0+30.0=60.0 | 99.0 | 27.5+30.0=57.5 | 30.0+30.0+28.5=88.5 |  |  |  |  |  |  |  |  |  |  |
| Shawn & Derek    | 2  | 22.0 | 25.0 | 26.5 | 39.5 | 27.0+29.5=56.5 | 28.0+0=28.0 | 84.5 | 30.0+8=38.0  | 29.5+26.0=55.5 | 93.5 | 30.0+29.0=59.0 | 27.0+30.0+30.0=87.0 |  |  |  |  |  |  |  |  |  |  |
| Kelly & Val      | 3  | 21.5 | 22.0 | 27.0 | 37.5 | 24.5+27.0=51.5 | 27.0+0=27.0 | 78.5 | 27.0+9=36.0  | 28.0+28.5=56.5 | 92.5 | 25.5+28.5=54.0 | 29.5+29.5+28.5=87.5 |  |  |  |  |  |  |  |  |  |  |
| Emmitt & Cheryl  | 4  | 24.5 | 22.5 | 25.0 | 36.0 | 29.0+27.0=56.0 | 26.5+0=26.5 | 82.5 | 27.5+7=34.5  | 28.0+30.0=58.0 | 92.5 | 27.0+27.0=54.0 |                     |  |  |  |  |  |  |  |  |  |  |
| Apolo & Karina   | 5  | 22.0 | 24.5 | 25.5 | 34.5 | 27.0+29.5=56.5 | 30.0+0=30.0 | 86.5 | 27.0+6=33.0  | 29.5+29.0=58.5 | 91.5 | 27.0+30.0=57.0 |                     |  |  |  |  |  |  |  |  |  |  |
| Gilles & Peta    | 6  | 24.0 | 25.5 | 25.5 | 39.5 | 29.5+27.0=56.5 | 27.5+0=27.5 | 84.0 | 28.5+5=33.5  | 29.5+29.0=58.5 | 92.0 |                |                     |  |  |  |  |  |  |  |  |  |  |
| Kirstie & Maks   | 7  | 19.0 | 21.0 | 24.0 | 30.0 | 25.5+27.0=52.5 | 27.5+2=29.5 | 82.0 | 24.0+4=28.0  | 27.0+24.0=51.0 | 79.0 |                |                     |  |  |  |  |  |  |  |  |  |  |
| Sabrina & Louis  | 8  | 22.5 | 26.0 | 25.5 | 35.5 | 29.0+29.5=58.5 | 30.0+0=30.0 | 88.5 |              |                |      |                |                     |  |  |  |  |  |  |  |  |  |  |
| Bristol & Mark   | 9  | 19.5 | 18.0 | 22.5 | 32.0 |                |             |      |              |                |      |                |                     |  |  |  |  |  |  |  |  |  |  |
| Hélio & Chelsie  | 10 | 21.5 | 23.0 | 25.5 |      |                |             |      |              |                |      |                |                     |  |  |  |  |  |  |  |  |  |  |
| Drew & Anna      | 12 | 21.5 | 22.5 | 24.0 |      |                |             |      |              |                |      |                |                     |  |  |  |  |  |  |  |  |  |  |
| Joey & Kym       | 12 | 20.5 | 22.5 |      |      |                |             |      |              |                |      |                |                     |  |  |  |  |  |  |  |  |  |  |
| Pamela & Tristan | 13 | 17.0 |      |      |      |                |             |      |              |                |      |                |                     |  |  |  |  |  |  |  |  |  |  |

Nombres rouges indique le plus bas score chaque semaine
Nombres verts indique le plus haut score chaque semaine
 le couple a été en danger
 le dernier couple à avoir été appelé
 le couple gagnant
 le couple arrivé en seconde place
 le couple arrivé en troisième place

### Moyennes
| Couple           |  |
| ---------------- |  |
| Melissa & Tony   |  |
| Shawn & Derek    |  |
| Gilles & Peta    |  |
| Apolo & Karina   |  |
| Sabrina & Louis  |  |
| Kelly & Val      |  |
| Emmitt & Cheryl  |  |
| Kirstie & Maks   |  |
| Hélio & Chelsie  |  |
| Drew & Anna      |  |
| Joey & Kym       |  |
| Bristol & Mark   |  |
| Pamela & Tristan |  |

## Plus haut et plus bas score
| Danse           | Meilleure danseur(s)           | Plus haut score | Pire danseurs(s)              | Plus bas score |
| --------------- | ------------------------------ | --------------- | ----------------------------- | -------------- |
| cha-cha-cha     | Gilles Marini                  | 27.5            | Shawn Johnson Pamela Anderson | 17.0           |
| Quickstep       | Melissa Rycroft                | 30.0            | Bristol Palin                 | 18.0           |
| Jive            | Apolo Anton Ohno               | 29.0            | Kirstie Alley                 | 21.0           |
| Paso doble      | Kelly Monaco                   | 29.5            | Melissa Rycroft Bristol Palin | 22.5           |
| Samba           | Joseph Bryan                   | 29.5            | Melissa Rycroft Kelly Monaco  | 24.5           |
| Tango           | Apolo Anton Ohno               | 29.5            | Gilles Marini                 | 25.5           |
| Rumba           | Sabrina Bryan Apolo Anton Ohno | 30.0            | Shawn Johnson                 | 27.0           |
| Valse           | Sabrina Bryan                  | 29.0            | Joseph Bryan                  | 23.5           |
| Valse Viennoise | Apolo Anton Ohno               | 30.0            | Kirstie Alley                 | 27.0           |
| Salsa           | Emmitt Smith                   | 30.0            | Gilles Marini                 | 29.0           |
| Tango argentin  | Melissa Rycroft                | 30.0            | Shawn Johnson                 | 29.0           |
| Freestyle       | Melissa Rycroft Shawn Johnson  | 30.0            | Joseph Bryan Kelly Monaco     | 29.5           |

## Meilleure score et pire score par couples
| Couples          | Meilleure score                                                   | Pire score         |
| ---------------- | ----------------------------------------------------------------- | ------------------ |
| Melissa & Tony   | Quickstep, Paso Doble, Tango Argentin, Samba, & Freestyle (30.0)  | Foxtrot (21.0)     |
| Shawn & Derek    | Fusion Tango/Paso Doble, Bhangra, Freestyle, & Cha-cha-cha (30.0) | Foxtrot (22.0)     |
| Kelly & Val      | Paso Doble & Freestyle (29.5)                                     | Cha-cha-cha (21.5) |
| Emmitt & Cheryl  | Salsa (30.0)                                                      | Quickstep (22.5)   |
| Apolo & Karina   | Valse Viennoise & Rumba (30.0)                                    | Cha-cha-cha (22.0) |
| Gilles & Peta    | Bollywood, Quickstep & Rumba (29.5)                               | Foxtrot (24.0)     |
| Kirstie & Maks   | Rumba (27.5)                                                      | Foxtrot (19.0)     |
| Sabrina & Louis  | Rumba (30.0)                                                      | Cha-cha-cha (22.5) |
| Bristol & Mark   | Rock n' Roll (24.0)                                               | Quickstep (18.0)   |
| Hélio & Chelsie  | Quickstep (25.5)                                                  | Foxtrot (21.5)     |
| Drew & Anna      | Cha-cha-cha (24.0)                                                | Foxtrot (21.5)     |
| Joey & Kym       | Quickstep (22.5)                                                  | Cha-cha-cha (20.5) |
| Pamela & Tristan | Cha-cha-cha (17.0)                                                | Cha-cha-cha (17.0) |

## Score, danse et musique par semaine
Les scores individuels (entre parenthèses) sont donnés dans l'ordre de gauche à droite par Carrie Ann Inaba, Len Goodman et Bruno Tonioli.

### Semaine 10 Finale
| Couple         | Résultat |
| -------------- | -------- |
| Melissa & Tony | Gagnante |
|                |          |
|                |          |
|                |          |
|                |          |
|                |          |
|                |          |
|                |          |

### Semaine 2
Running order
| Couple          | Score              | Danse     | Musique                                        | Résultats |
| --------------- | ------------------ | --------- | ---------------------------------------------- | --------- |
| Melissa & Tony  | 23.5 (8.0,8.0,7.5) | Jive      | "Shout"—The Isley Brothers                     | Sauvée    |
| Bristol & Mark  | 18.0 (6.0,6.0,6.0) | Quickstep | "Redneck Woman"—Gretchen Wilson                | Sauvée    |
| Hélio & Chelsie | 23.0 (8.0,7.5,7.5) | Jive      | "Everybody Talks"—Neon Trees                   | En Danger |
| Apolo & Karina  | 24.5 (8.5,8.0,8.0) | Quickstep | "Five Months, Two Weeks, Two Days"—Louis Prima | Sauvé     |
| Sabrina & Louis | 26.0 (9.0,8.5,8.5) | Quickstep | "Black Betty"—Ram Jam                          | Sauvée    |
| Kirstie & Maks  | 21.0 (7.0,7.0,7.0) | Jive      | "Non Non Rien N'a Changé"—Les Poppys           | Sauvée    |
| Emmitt & Cheryl | 22.5 (7.5,7.5,7.5) | Quickstep | "A Cool Cat In Town"—Tape Five                 | Sauvé     |
| Drew & Anna     | 22.5 (7.5,7.5,7.5) | Jive      | "Dance, Dance"—Fall Out Boy                    | Sauvé     |
| Joey & Kym      | 22.5 (7.5,7.5,7.5) | Quickstep | "Creep"—Richard Cheese                         | Éliminé   |
| Shawn & Derek   | 25.0 (8.5,8.0,8.5) | Jive      | "The Nicest Kids in Town"—from Hairspray       | Sauvée    |
| Kelly & Val     | 22.0 (7.5,7.0,7.5) | Quickstep | "Who Says"—Selena Gomez                        | Sauvée    |
| Gilles & Peta   | 25.5 (8.5,8.5,8.5) | Jive      | "Don't Stop Me Now"—Queen                      | Sauvé     |

### Semaine 3: Danse Mémorables
Iconic Dances Week
- Les Stars doivent choisir une danse mémorable parmi les 14 premières saisons et essayer de les rendre aussi mémorable que la première fois. Il y a une double élimination pour cette semaine.

Running order
| Couple          | Score              | Danse       | Musique                                                 | Couple original             | Résultats |
| --------------- | ------------------ | ----------- | ------------------------------------------------------- | --------------------------- | --------- |
| Drew & Anna     | 24.0 (8.0,8.0,8.0) | Cha-cha-cha | "Crazy in Love"—Beyoncé feat. Jay-Z                     | Joey & Ashly (Saison 1)     | Éliminé   |
| Gilles & Peta   | 25.5 (8.5,8.5,8.5) | Tango       | "Sweet Dreams (Are Made of This)"—Eurythmics            | Erin & Maks (Saison 10)     | Sauvé     |
| Melissa & Tony  | 27.0 (9.0,9.0,9.0) | Samba       | "Conga"—Gloria Estefan                                  | JR & Karina (Saison 13)     | Sauvée    |
| Apolo & Karina  | 25.5 (9.0,8.0,8.5) | Foxtrot     | "Fever"—Michael Bublé                                   | Gilles & Cheryl (Saison 8)  | Sauvé     |
| Kelly & Val     | 27.0 (9.0,9.0,9.0) | Paso Doble  | "Free Your Mind"—En Vogue                               | Mel B & Maks (Saison 5)     | Sauvée    |
| Kirstie & Maks  | 24.0 (8.0,8.0,8.0) | Cha-cha-cha | "Moves like Jagger"—Maroon 5 feat. Christina Aguilera   | Carson & Anna (Saison 13)   | Sauvée    |
| Sabrina & Louis | 25.5 (8.5,8.5,8.5) | Paso Doble  | "Free Your Mind"—En Vogue                               | Mel B & Maks (Saison 5)     | Sauvée    |
| Emmitt & Cheryl | 25.0 (8.5,8.0,8.5) | Paso Doble  | "Canción Del Mariachi"—Los Lobos feat. Antonio Banderas | Mario & Karina (Saison 3)   | Sauvé     |
| Hélio & Chelsie | 25.5 (8.5,8.5,8.5) | Quickstep   | "Mr. Pinstripe Suit"—Big Bad Voodoo Daddy               | Apolo & Julianne (Saison 4) | Éliminé   |
| Bristol & Mark  | 22.5 (7.5,7.5,7.5) | Paso Doble  | "Living on Video"—Trans-X                               | Joanna & Derek (Saison 9)   | Sauvée    |
| Shawn & Derek   | 26.5 (9.0,8.0,9.5) | Quickstep   | "Hey Pachuco"—Royal Crown Revue                         | Helio & Julianne (Saison 5) | Sauvée    |

### Semaine 4: Choix des autres candidats
Opponents' Choice Week
Chaque célébrité  va devoir choisir un style de danse pour un autre couples. Cette semaine, Paula Abdul sera un juge invitée.
Running order
| Couple          | Score                     | Danse         | Musique                                                         | Danse choisis par | Résultats |
| --------------- | ------------------------- | ------------- | --------------------------------------------------------------- | ----------------- | --------- |
| Kirstie & Maks  | 30.0 (7.5,7.5,7.5,7.5)    | Charleston    | "Forty-Second Street"—from 42nd Street                          | Sabrina & Louis   | En Danger |
| Bristol & Mark  | 32.0 (8.0,8.0,8.0,8.0)    | Rock n' Roll  | "At the Hop"—Danny and the Juniors                              | Hélio & Chelsie   | Éliminée  |
| Sabrina & Louis | 35.5 (9.0,9.0,8.5,9.0)    | Disco         | "You Should Be Dancing"—Bee Gees                                | Kirstie & Maks    | Sauvée    |
| Emmitt & Cheryl | 36.0 (9.0,9.0,9.0,9.0)    | Bolero        | "Better in Time "—Leona Lewis                                   | Kelly & Val       | Sauvé     |
| Gilles & Peta   | 39.5 (10.0,9.5,10.0,10.0) | Bollywood     | "Jai Ho (You Are My Destiny)"—Pussycat Dolls feat. A. R. Rahman | Joseph & Gleb     | Sauvé     |
| Melissa & Tony  | 37.0 (9.0,9.0,9.5,9.5)    | Jitterbug     | "This Cat's on a Hot Tin Roof"—Brian Setzer Orchestra           | Apolo & Karina    | Sauvée    |
| Shawn & Derek   | 39.5 (10.0,9.5,10.0,10.0) | Mambo         | "Para Los Rumberos"—Santana                                     | Bristol & Mark    | Sauvée    |
| Apolo & Karina  | 34.5 (8.5,9.0,8.5,8.5)    | Hip-Hop       | "Poison"—Bell Biv DeVoe                                         | Melissa & Tony    | Sauvé     |
| Kelly & Val     | 37.5 (9.0,9.5,9.5,9.5)    | Contemporaine | "Fix You"—Coldplay                                              | Emmitt & Cheryl   | Sauvée    |

### Semaine 5: Semaine Guilty Pleasures
Semaine Plaisirs Coupables
- À cause d'un débat présidentiel le 22 octobre, Il n'y a pas de Results Shows et les Performances sont reparties en 2 soirées le 22 et 23 octobre. Par ailleurs c'est une semaine sans élimination donc tous les couples auront une chance de danser pour la semaine 6.

Running order
| Couple                                                                 | Score                | Dance     | Music                                    |
| ---------------------------------------------------------------------- | -------------------- | --------- | ---------------------------------------- |
| Kelly & Val                                                            | 24.5 (8.0,8.0,8.5)   | Samba     | "Want U Back"—Cher Lloyd                 |
| Gilles & Peta                                                          | 29.5 (10.0,9.5,10.0) | Rumba     | "I Will Always Love You"—Whitney Houston |
| Kirstie & Maks                                                         | 25.5 (8.5,8.5,8.5)   | Quickstep | "Mrs. Robinson"—Simon and Garfunkel      |
| Emmitt & Cheryl                                                        | 29.0 (9.5,9.5,10.0)  | Samba     | "Copacabana"—Barry Manilow               |
| Melissa & Tony                                                         | 27.0 (9.0,9.0,9.0)   | Tango     | "Toxic"—Britney Spears                   |
| Shawn & Derek                                                          | 27.0 (9.0,8.0,10.0)  | Rumba     | "My Heart Will Go On"—Celine Dion        |
| Apolo & Karina                                                         | 27.0 (8.5,9.5,9.0)   | Samba     | "Give It to Me Baby"—Rick James          |
| Sabrina & Louis                                                        | 29.0 (10.0,9.5,9.5)  | Valse     | "So This Is Love"—from Cendrillon        |
| Sabrina & Louis Shawn & Derek Melissa & Tony Apolo & Karina            | 29.5 (9.5,10.0,10.0) | Freestyle | "Call Me Maybe"—Carly Rae Jepsen         |
| Kirstie & Maks Emmitt & Cheryl Kelly & Val Gilles & Peta Joseph & Gleb | 27.0 (9.0,9.0,9.0)   | Freestyle | "Gangnam Style"—Psy                      |

### Semaine 6: Country week
Semaine Country
Running order
| Couple | Score                      | Danse                             | Musique                                                                              | Résultats                                                                            |
| --- | -------------------------- | --------------------------------- | ------------------------------------------------------------------------------------ | ------------------------------------------------------------------------------------ |
| Gilles & Peta | 27.5 (9.0,9.0,9.5)         | Cha-cha-cha                       | "Man! I Feel Like a Woman!"—Shania Twain                                             | Sauvé                                                                                |
| Sabrina & Louis | 30.0 (10.0,10.0,10.0)      | Rumba                             | "Wanted"—Hunter Hayes                                                                | Éliminée                                                                             |
| Kelly & Val | 27.0 (9.0,9.0,9.0)         | Tango                             | "Good Girl"—Carrie Underwood                                                         | Sauvée                                                                               |
| Melissa & Tony | 29.5 (9.5,10.0,10.0)       | Valse Viennoise                   | "Why Ya Wanna"—Jana Kramer                                                           | Sauvée                                                                               |
| Shawn & Derek | 28.0 (9.5,8.5,10.0)        | Cha-cha-cha                       | "She Thinks My Tractor's Sexy"—Kenny Chesney                                         | Sauvée                                                                               |
| Kirstie & Maks | 27.5 (9.5,8.5,9.5)         | Rumba                             | "Home"—Blake Shelton                                                                 | Sauvée                                                                               |
| Apolo & Karina | 30.0 (10.0,10.0,10.0)      | Valse Viennoise                   | "Skin (Sarabeth)"—Rascal Flatts                                                      | Dernier à être appelé                                                                |
| Emmitt & Cheryl | 26.5 (8.5,8.5,9.5)         | Foxtrot                           | "Islands in the Stream"—Dolly Parton & Kenny Rogers                                  | Sauvé                                                                                |
| Shawn & Derek Emmitt & Cheryl Gilles & Peta Kelly & Val Joseph & Gleb Melissa & Tony Kirstie & Maks Sabrina & Louis Apolo & Karina | Kirstie & Maks (+2 points) | Group Country-Western (Freestyle) | "Save a Horse, Ride a Cowboy"—Big and Rich "I Play Chicken with a Train"—Cowboy Troy | "Save a Horse, Ride a Cowboy"—Big and Rich "I Play Chicken with a Train"—Cowboy Troy |

### Semaine 7: Dance Fusion Week
Semaine Fusion de Danse
Running order
| Couple | Score                 | Danses         | Musique                             | Danses choisis par            |
| --- | --------------------- | -------------- | ----------------------------------- | ----------------------------- |
| Apolo & Karina | 27.0 (9.0,9.0,9.0)    | Cha-cha-cha    | "Scream"—Usher                      | Gilles & Peta                 |
| Apolo & Karina | 27.0 (9.0,9.0,9.0)    | Paso Doble     | "Scream"—Usher                      | Gilles & Peta                 |
| Emmitt & Cheryl                                                                                                   | 27.5 (8.5,9.5,9.5)    | Rumba          | "Fine By Me"—Andy Grammer           | Shawn & Derek                 |
| Emmitt & Cheryl                                                                                                   | 27.5 (8.5,9.5,9.5)    | Samba          | "Fine By Me"—Andy Grammer           | Shawn & Derek                 |
| Kirstie & Maks | 24.0 (8.0,8.0,8.0)    | Quickstep      | "Sir Duke"—Stevie Wonder            | Apolo & Karina                |
| Kirstie & Maks | 24.0 (8.0,8.0,8.0)    | Samba          | "Sir Duke"—Stevie Wonder            | Apolo & Karina                |
| Kelly & Val | 27.0 (9.0,9.0,9.0)    | Foxtrot        | "Don't Stop"—Gin Wigmore            | Sabrina & Louis               |
| Kelly & Val | 27.0 (9.0,9.0,9.0)    | Cha-cha-cha    | "Don't Stop"—Gin Wigmore            | Sabrina & Louis               |
| Melissa & Tony | 29.0 (10.0,9.5,9.5)   | Tango          | "Die Young"—Ke$ha                   | Kirstie & Maks                |
| Melissa & Tony | 29.0 (10.0,9.5,9.5)   | Hip Hop        | "Die Young"—Ke$ha                   | Kirstie & Maks                |
| Shawn & Mark | 30.0 (10.0,10.0,10.0) | Tango          | "Livin' On A Prayer"—Bon Jovi       | Joseph & Gleb                 |
| Shawn & Mark | 30.0 (10.0,10.0,10.0) | Paso Doble     | "Livin' On A Prayer"—Bon Jovi       | Joseph & Gleb                 |
| Gilles & Peta | 28.5 (9.5,9.5,9.5)    | Tango Argentin | "When I Get You Alone"—Robin Thicke | Kelly & Val                   |
| Gilles & Peta | 28.5 (9.5,9.5,9.5)    | Samba          | "When I Get You Alone"—Robin Thicke | Kelly & Val                   |
| Kirstie & Maks Gilles & Peta Apolo & Karina Emmitt & Cheryl Shawn & Mark Kelly & Val Joseph & Gleb Melissa & Tony | 4 5 6 7 8 9 10 11 12  | Swing Marathon | "Do Your Thing"—Basement Jaxx       | "Do Your Thing"—Basement Jaxx |

### Semaine 8: Veterans Day/Trio Challenge Week
Danse en Trio et Jour des Vétérans
Durant leurs premières performances les stars devront rendre hommages aux vétérans et durant leur seconde danse ils devront réaliser une danse à 3. Cette semaine il y a une double élimination.
Running order
| Couple             | Partenaire danse latine | Score                 | Danse           | Musique                                       | Résultats |
| ------------------ | ----------------------- | --------------------- | --------------- | --------------------------------------------- | --------- |
| 23.5 (9.0,5.5,9.0) | Valse                   | "Baby"—Justin Bieber  |                 |                                               |           |
| Shawn & Derek      | Mark Ballas             | 29.5 (10.0,9.5,10.0)  | Valse Viennoise | "Angel"—Sarah McLachlan                       | Sauvée    |
| Shawn & Derek      | Mark Ballas             | 26.0 (10.0,7.0,9.0)   | Samba           | "Jungle Jazz"—Les Tambours du Bronx           | Sauvée    |
| Apolo & Karina     | Sasha Farber            | 29.5 (10.0,9.5,10.0)  | Tango           | "Holding Out for a Hero"—Bonnie Tyler         | Sauvé     |
| Apolo & Karina     | Sasha Farber            | 29.0 (9.5,9.5,10.0)   | Jive            | "Greased Lightnin'"—from Grease               | Sauvé     |
| Kirstie & Maks     | Tristan MacManus        | 27.0 (9.0,9.0,9.0)    | Valse Viennoise | "Hallelujah"—Leonard Cohen                    | Éliminée  |
| Kirstie & Maks     | Tristan MacManus        | 24.0 (8.0,8.0,8.0)    | Paso Doble      | "Bring Me to Life"—Evanescence                | Éliminée  |
| Kelly & Val        | Louis van Amstel        | 28.0 (9.5,9.0,9.5)    | Valse Viennoise | "I'll Be"—Edwin McCain                        | Sauvée    |
| Kelly & Val        | Louis van Amstel        | 28.5 (9.5,9.5,9.5)    | Jive            | "Animal"—Neon Trees                           | Sauvée    |
| Gilles & Peta      | Anna Trebunskaya        | 29.5 (9.5,10.0,10.0)  | Quickstep       | "Danger Zone"—Kenny Loggins                   | Éliminé   |
| Gilles & Peta      | Anna Trebunskaya        | 29.0 (9.5,10.0,9.5)   | Salsa           | "Rebelión"—Joe Arroyo                         | Éliminé   |
| Emmitt & Cheryl    | Kym Johnson             | 28.0 (9.0,9.5,9.5)    | Valse Viennoise | "Love Letters"—Ketty Lester                   | Sauvé     |
| Emmitt & Cheryl    | Kym Johnson             | 30.0 (10.0,10.0,10.0) | Salsa           | "Mr. Saxobeat"—Alexandra Stan                 | Sauvé     |
| Melissa & Tony     | Jonathan Roberts        | 30.0 (10.0,10.0,10.0) | Quickstep       | "Boogie Woogie Bugle Boy"—The Andrews Sisters | Sauvée    |
| Melissa & Tony     | Jonathan Roberts        | 30.0 (10.0,10.0,10.0) | Paso Doble      | "Rumour Has It"—Adele                         | Sauvée    |

### Semaine 9: Themed Dances/BadTribute Week
Semaine Themed Dances/Hommage à Michael Jackson et l'album Bad
Running order
| Couple               | Score                 | Danse                         | Musique                                        | Danse/thème choisi par | Résultat |
| -------------------- | --------------------- | ----------------------------- | ---------------------------------------------- | ---------------------- | -------- |
| Melissa & Tony       | 27.5 (9.0,9.5,9.0)    | "Caveman" Hustle              | "Walk the Dinosaur"—Was (Not Was)              | Emmitt & Cheryl        | Sauvée   |
| Melissa & Tony       | 30.0 (10.0,10.0,10.0) | Tango Argentin                | "Billie Jean"—Michael Jackson                  | Emmitt & Cheryl        | Sauvée   |
| 29.5 (10.0,9.5,10.0) | Samba                 | "Dirty Diana"—Michael Jackson |                                                |                        |          |
| Shawn & Derek        | 30.0 (10.0,10.0,10.0) | "Knight Rider" Bhangra        | "Mundian to Bach Ke"—Panjabi MC                | Melissa & Tony         | Sauvée   |
| Shawn & Derek        | 29.0 (9.0,10.0,10.0)  | Tango Argentin                | "Bad"—Michael Jackson                          | Melissa & Tony         | Sauvée   |
| Apolo & Karina       | 27.0 (8.5,9.0,9.5)    | "Big Top" Jazz                | "What You Waiting For?"—Gwen Stefani           | Gilles & Peta          | Éliminé  |
| Apolo & Karina       | 30.0 (10.0,10.0,10.0) | Rumba                         | "Man in the Mirror"—Michael Jackson            | Gilles & Peta          | Éliminé  |
| Emmitt & Cheryl      | 27.0 (9.0,9.0,9.0)    | "Espionage" Lindy Hop         | "Secret Agent Man"—Johnny Rivers               | Shawn & Derek          | Éliminé  |
| Emmitt & Cheryl      | 27.0 (9.0,9.0,9.0)    | Tango                         | "Leave Me Alone"—Michael Jackson               | Shawn & Derek          | Éliminé  |
| Kelly & Val          | 25.5 (8.0,9.0,8.5)    | "Surfer" Flamenco             | "Malagueña"—Brian Setzer                       | Joseph & Gleb          | Sauvée   |
| Kelly & Val          | 28.5 (9.5,9.5,9.5)    | Rumba                         | "I Just Can't Stop Loving You"—Michael Jackson | Joseph & Gleb          | Sauvée   |

### Week 10: Finals
Finales
Running order (Night 1)
| Couple               | Score                 | Danse                  | Musique                                                          |  |
| -------------------- | --------------------- | ---------------------- | ---------------------------------------------------------------- |  |
| Kelly & Val          | 29.5 (9.5,10.0,10.0)  | Paso Doble             | "España Cañí"—Erich Kunzel                                       |  |
| Kelly & Val          | 29.5 (10.0,9.5,10.0)  | Freestyle              | "(I've Had) The Time of My Life"—Bill Medley and Jennifer Warnes |  |
| 29.5 (10.0,9.5,10.0) | Freestyle             | "Valéry"—Amy Winehouse |                                                                  |  |
| Melissa & Tony       | 30.0 (10.0,10.0,10.0) | Samba                  | "Conga"—Gloria Estefan                                           |  |
| Melissa & Tony       | 30.0 (10.0,10.0,10.0) | Freestyle              | "I Was Here"—Beyoncé                                             |  |
| Shawn & Derek        | 27.0 (9.0,8.5,9.5)    | Quickstep              | "Hey Pachuco"—Royal Crown Revue                                  |  |
| Shawn & Derek        | 30.0 (10.0,10.0,10.0) | Freestyle              | "Carnaval de Paris"—Dario G                                      |  |

Running order (Night 2)
| Couple         | Score                 | Danse               | Musique                          | Résultats |
| -------------- | --------------------- | ------------------- | -------------------------------- | --------- |
| Kelly & Val    | 28.5 (9.5,9.5,9.5)    | Instant Jive        | "Cat and Mouse"—Nikki & Rich     | Troisième |
| Melissa & Tony | 28.5 (9.5,9.5,9.5)    | Instant Samba       | "Life Is a Highway"—Tom Cochrane | Gagnante  |
| Shawn & Derek  | 30.0 (10.0,10.0,10.0) | Instant Cha-cha-cha | "Respect"—Aretha Franklin        | Seconde   |

## Tableau des danses
Les célébrités dansent sur une danse différente chaque semaine:
- Semaine 1: Cha-cha-cha ou Foxtrot
- Semaine 2: Quickstep ou Jive
- Semaine 3: Paso Doble ou Une danse non apprise (Iconic Dances)
- Semaine 4: Une danse choisis par les autres candidats (Opponent's Choices)
- Semaine 5: Une danse non apprise + Une danse Freestyle par groupe (Guilty Pleasure)
- Semaine 6: Une danse non apprise + Groupe Country-Western (Semaine Country)
- Semaine 7: Deux danses combinés + un Swing marathon (Semaine fusion)
- Semaine 8: Une danse non apprise + Une danse latine en trio (Semaine Vétérans + Trio Challenge)
- Semaine 9: Une danse latine sur Michael Jackson + Une danse étrange choisis par les autres candidats (Themed Dances/Michael Jackson Week)
- Semaine 10: Partie 1 - Danse préférée + Freestyle version long. Partie 2 - Instant Dance (Finale)

| Couple           | Semaine 1   | Semaine 2 | Semaine 3   | Semaine 4     | Semaine 5 | Semaine 5 | Semaine 6       | Semaine 6 | Semaine 7                | Semaine 7 | Semaine 8       | Semaine 8  | Semaine 9 | Semaine 9      | Semaine 10 | Semaine 10 | Semaine 10      |
| ---------------- | ----------- | --------- | ----------- | ------------- | --------- | --------- | --------------- | --------- | ------------------------ | --------- | --------------- | ---------- | --------- | -------------- | ---------- | ---------- | --------------- |
| Melissa & Tony   | Foxtrot     | Jive      | Samba       | Jitterbug     | Tango     | Freestyle | Valse Viennoise | Country   | Tango & Cha-cha-cha      | Swing     | Quickstep       | Paso Doble | Hustle    | Tango Argentin | Samba      | Freestyle  | Samba           |
| Shawn & Derek    | Foxtrot     | Jive      | Quickstep   | Mambo         | Rumba     | Freestyle | Cha-cha-cha     | Country   | Tango & Paso Doble       | Swing     | Valse Viennoise | Samba      | Bhangra   | Tango Argentin | Quickstep  | Freestyle  | Cha-cha-cha     |
| Kelly & Val      | Cha-cha-cha | Quickstep | Paso Doble  | Contemporaine | Samba     | Freestyle | Tango           | Country   | Cha-cha-cha & Foxtrot    | Swing     | Valse Viennoise | Jive       | Flamenco  | Rumba          | Paso Doble | Freestyle  | Jive            |
| Apolo & Karina   | Cha-cha-cha | Quickstep | Foxtrot     | Hip-Hop       | Samba     | Freestyle | Valse Viennoise | Country   | Cha-cha-cha & Paso Doble | Swing     | Tango           | Jive       | Jazz      | Rumba          |            |            | Cha-cha-cha     |
| Emmitt & Cheryl  | Cha-cha-cha | Quickstep | Paso Doble  | Bolero        | Samba     | Freestyle | Foxtrot         | Country   | Rumba & Samba            | Swing     | Valse Viennoise | Salsa      | Lindy Hop | Tango          |            |            | Valse Viennoise |
| Gilles & Peta    | Foxtrot     | Jive      | Tango       | Bollywood     | Rumba     | Freestyle | Cha-cha-cha     | Country   | Tango Argentin & Samba   | Swing     | Quickstep       | Salsa      |           |                |            |            | Bollywood       |
| Kirstie & Maks   | Foxtrot     | Jive      | Cha-cha-cha | Charleston    | Quickstep | Freestyle | Rumba           | Country   | Quickstep & Samba        | Swing     | Valse Viennoise | Paso Doble |           |                |            |            | Cha-cha-cha     |
| Sabrina & Louis  | Cha-cha-cha | Quickstep | Paso Doble  | Disco         | Valse     | Freestyle | Rumba           | Country   |                          |           |                 |            |           |                |            |            | Rumba           |
| Bristol & Mark   | Cha-cha-cha | Quickstep | Paso Doble  | Rock & Roll   |           |           |                 |           |                          |           |                 |            |           |                |            |            | Cha-cha-cha     |
| Hélio & Chelsie  | Foxtrot     | Jive      | Quickstep   |               |           |           |                 |           |                          |           |                 |            |           |                |            |            | Quickstep       |
| Drew & Anna      | Foxtrot     | Jive      | Cha-cha-cha |               |           |           |                 |           |                          |           |                 |            |           |                |            |            | Cha-cha-cha     |
| Joey & Kym       | Cha-cha-cha | Quickstep |             |               |           |           |                 |           |                          |           |                 |            |           |                |            |            | Cha-cha-cha     |
| Pamela & Tristan | Cha-cha-cha |           |             |               |           |           |                 |           |                          |           |                 |            |           |                |            |            | Freestyle       |

 Plus haut score
 Plus bas score
 Dansé, mais pas noté
 Points bonus pour cette danse

## Les Résultats/Invités Musicaux
| Date              | Danse             | Artiste                             | Chanson(s)                                           | Danseurs |
| ----------------- | ----------------- | ----------------------------------- | ---------------------------------------------------- | --- |
| 25 septembre 2012 | Bollywood         | Pitbull                             | "Don't Stop The Party"                               | Les danseurs de Pitbull                                                                                                   |
| 25 septembre 2012 | Hip-Hop           | Justin Bieber                       | "As Long as You Love Me"                             | Les danseurs de Justin Bieber                                                                                             |
| 2 octobre 2012    | Rumba             | Katherine Jenkins & Plácido Domingo | "Come What May"                                      | Val Chmerkovskiy et Anna Trebunskaya                                                                                      |
| 2 octobre 2012    | Hip-Hop           | Cher Lloyd                          | "Want U Back"                                        | Les danseurs de Cher Lloyd                                                                                                |
| 9 octobre 2012    | Cha-cha-cha       | Karmin                              | "Brokenhearted / Hello"                              | Chelsie Hightower, Sharna Burgess, Sonny Pedersen et Jaymz Tuaileva                                                       |
| 9 octobre 2012    | Jive              | Frankie Moreno                      | "Tangerine Honey"/"Real Wild Child"                  | Kyle Massey & Lacey Schwimmer avec Henry Byalikov, Oksana Dmytrenko, Sasha Farber et Emma Slater                          |
| 16 octobre 2012   | Rumba             | Donny Osmond & Susan Boyle          | "This Is The Moment"                                 | Kim Johnson et Tristan MacManus                                                                                           |
| 16 octobre 2012   | Cha-cha-cha       | Tito Puente Jr.                     | "Oye Como Va"                                        | Cheryl Burke (en), Michelle Hafle, Natalja Panina, Sergey Korshunov et Arkadiy Polezhaev                                  |
| 16 octobre 2012   | Danse Acrobatique | Christina Grimmie                   | "Titanium"                                           | The Legion of Extraordinary Dancers                                                                                       |
| 30 octobre 2012   | Paso Doble        | Taylor Swift                        | "We Are Never Ever Getting Back Together"            | Les danseurs professionnels                                                                                               |
| 30 octobre 2012   | Contemporaine     | Jason Mraz                          | "I Won't Give Up"                                    | Chelsie Hightower et Mark Ballas                                                                                          |
| 13 novembre 2012  | Hip-Hop           | Ne-Yo                               | "Let Me Love You (Until You Learn to Love Yourself)" | Les danseurs de Ne-Yo |
| 13 novembre 2012  | Cha-cha-cha       | Kylie Minogue                       | "The Loco-Motion"                                    | Kim Johnson, Tristan MacManus et les danseurs professionnels                                                              |
| 20 novembre 2012  | Hip-Hop           | The Wanted                          | "I Found You"/"Glad You Came"                        | Les danseurs de The Wanted                                                                                                |
| 20 novembre 2012  | Hip-Hop           | Paula Abdul                         | "Dream Medley"                                       | Mark Ballas, Chelsie Hightower, Maksim Chmerkovskiy, Sonny Fredie Pederson, Henry Byalikov, Sharna Burgess et Emma Slater |
| 20 novembre 2012  | Contemporaine     | Drehz                               | "Heart Cry"                                          | Derek Hough, Allison Holker, Melanie Moore, Kathryn McCormick, Jessica Lee Keller                                         |

## Audiences aux États-Unis
| Émission | Épisode                      | Date de diffusion | Audiences (En Millions) | Taux (18/49 ans) |
| -------- | ---------------------------- | ----------------- | ----------------------- | ---------------- |
| 1        | "Emission Semaine 1"         | 24 septembre 2012 | 14.11                   | 2.5/7            |
| 2        | "Les Résultats Semaine 1"    | 25 septembre 2012 | 11.79                   | 2.1/6            |
| 3        | "Performance Show: Week 2"   | 1er octobre 2012  | 12.38                   | 2.1/5            |
| 4        | "Results Show: Week 2"       | 2 octobre 2012    | 12.03                   | 2.1/5            |
| 5        | "Performance Show: Week 3"   | 8 octobre 2012    | 13.55                   | 2.2/6            |
| 6        | "Results Show: Week 3"       | 9 octobre 2012    | 13.33                   | 2.2/6            |
| 7        | "Performance Show: Week 4"   | 15 octobre 2012   | 13.64                   | 2.1/5            |
| 8        | "Results Show: Week 4"       | 16 octobre 2012   | 12.92                   | 2.0/6            |
| 9        | "Performance Show 1: Week 5" | 22 octobre 2012   | 13.27                   | 2.4/6            |
| 10       | "Performance Show 2: Week 5" | 23 octobre 2012   | 12.90                   | 2.3/7            |
| 11       | "Performance Show: Week 6"   | 29 octobre 2012   | 13.90                   | 2.3/5            |
| 12       | "Results Show: Week 6"       | 30 octobre 2012   | 11.49                   | 1.8/5            |
| 13       | "Performance Show: Week 7"   | 5 novembre 2012   | 13.48                   | 2.1/5            |
| 14       | "Performance Show: Week 8"   | 12 novembre 2012  | 13.79                   | 2.1/5            |
| 15       | "Results Show: Week 8"       | 13 novembre 2012  | 12.11                   | 1.9/5            |
| 16       | "Performance Show: Week 9"   | 19 novembre 2012  | 14.28                   | 2.4/6            |
| 17       | "Results Show: Week 9"       | 20 novembre 2012  | 13.01                   | 2.0/6            |
| 18       | "Performance Show: Week 10"  | 26 novembre 2012  | 16.30                   | 2.7/7            |
| 19       | "Season Finale"              | 27 novembre 2012  | 16.73                   | 3.0/8            |